# Christian Gottfried Jüngst
Christian Gottfried Jüngst (* 23. Oktober 1795 in Niederdresselndorf; † 21. August 1869 in Bremen) war ein reformierter Pastor und Superintendent in Lingen.

## Familie
Jüngst wurde in Niederdresselndorf als Sohn des Pfarrers Georg Philip Wilhelm Jüngst (1764–1809), und seiner Ehefrau Maria Elisabeth Catharina Burchardi (1767–1843) geboren. Er heiratete am 3. April 1823 in Lingen Georgine Wilhelmine Croupp Burchardi (1803–1892). Das Paar hatte 10 Kinder, u. a. Heinrich Jüngst (1825–1918), preußischer Offizier und Architekt, und Carl Jüngst (1831–1918), Ingenieur und Eisenhüttenfachmann.

## Leben
Jüngst besucht 1805–1811 die Lateinschule in Dillenburg. Anschließend studierte er Theologie in Herborn, Marburg und Heidelberg. Am 11. Februar 1816 wurde er als Geistlicher ordiniert und am 16. Februar zum Pfarrvikar und Hilfsprediger in Elsoff bestellt. Am 11. August 1816 wurde er zum Hofmeister der Kinder des Fürsten v. Wittgenstein und Hofprediger nach Schloss Wittgenstein bei Laasphe berufen.
Nach dem Tod seines Vaters übernahm er im April 1819 die Pfarrstelle in Ledde, Kreis Tecklenburg. Am 20. Dezember 1821 wurde er als reformierter Prediger und Superintendent nach Lingen berufen. Der Antritt fiel fast zusammen mit dem Inkrafttreten der neuen Kultusverordnung vom 25. Juni 1822, die das Kirchen-, Schul- und Armenwesen in der Grafschaft Lingen neu ordnete. So wurde er gleich in eine Kommission berufen, welche die Übergabe und Rückerstattung kirchlichen Eigentums gemäß dieser Verordnung regelte. Er kämpfte jahrelang für den Verbleib des Waisenfonds bei den Reformierten. Das stand aber im Gegensatz zu den königlichen Anordnungen.
Jüngst war an der Erweiterung des alten Friedhofes maßgeblich beteiligt, wo er später auch beerdigt wurde. Durch Erlasse vom 24. Mai und 26. Juni 1869 wurde er auf eigenen Wunsch hin emeritiert und zog zu seinem Sohn Theodor Ludwig nach Bremen, wo er kurz darauf starb.

## Ehrungen
- Guelphen-Orden (27. Mai 1865)
- Zum 50-jährigem Dienstjubiläum am 11. Februar 1866 erhielt er den Titel „Oberkirchenrat“.
- Kronenorden 3. Klasse (29. Mai 1869)